# ضحايا الحرب الأهلية السورية

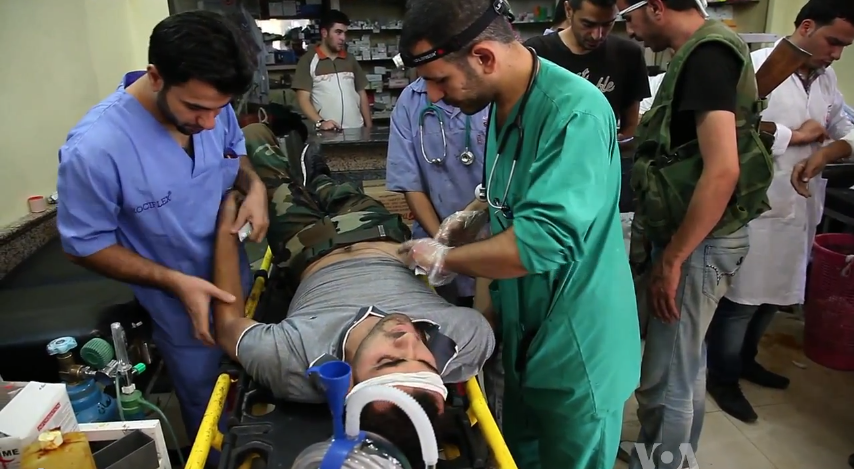
أطباء وطاقم طبي يعالجون المقاتلين والمدنيين المصابين في حلب

تقديرات الوفيات في الحرب الأهلية السورية، اعتمادا على مجموعة الناشطين المعارضة، تتراوح بين 353,593 و 498,593. في 23 أبريل 2016 ، أصدر مبعوث الأمم المتحدة والجامعة العربية في سوريا تقديراً بحوالي 400.000 قتيل.
أفادت اليونيسف أن أكثر من 500 طفل قد ماتوا في أوائل فبراير 2012. وقُبض على 400 طفل آخرين وتعرضوا للتعذيب في السجون السورية. وقد اعترضت الحكومة السورية على الادعائين. أعلنت الأمم المتحدة أن 8083 طفل قد قتلوا بحلول نهاية أبريل 2014 ، بينما أعلنت مجموعة أبحاث أكسفورد أن ما مجموعه 11,420 طفلاً ماتوا في النزاع في نهاية نوفمبر 2013. في منتصف مارس 2018 ، ذكرت مجموعة من نشطاء المعارضة من المرصد السوري لحقوق الإنسان أن عدد الأطفال الذين قتلوا في الصراع قد ارتفع إلى 811 19 ، في حين قتل في الوقت نفسه 12513 امرأة. و ب الإضافة إلى ذلك، توفي أكثر من 600 محتجز وسجين سياسي تحت التعذيب، ب حلول بداية عام 2012. في فبراير 2017 ، قدرت منظمة العفو الدولية أن ما بين 5,000 و 13,000 شخص قد أُعدموا في السجون الحكومية.

## الوفيات العامة

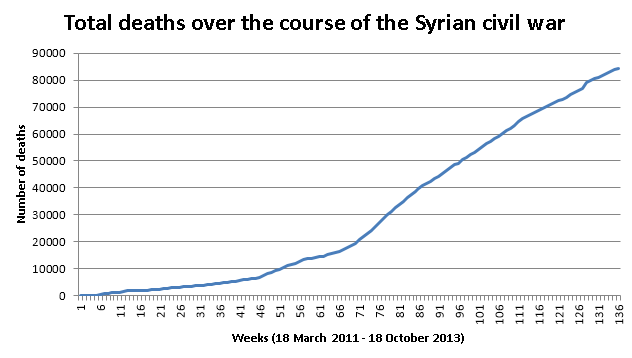
إجمالي عدد الوفيات خلال النزاع في سوريا (18 مارس 2011 – 18 أكتوبر 2013)

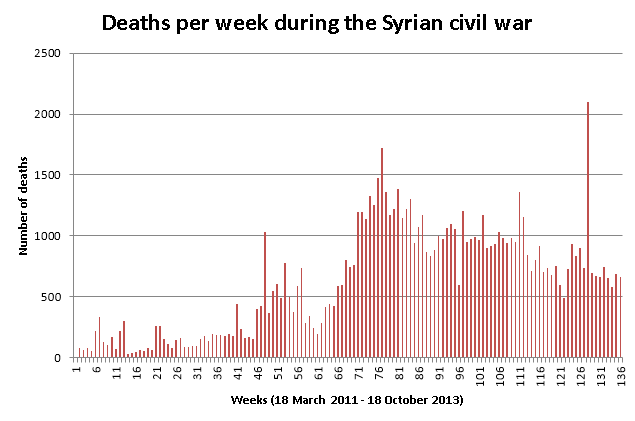
الوفيات الأسبوعية أثناء النزاع في سوريا (18 مارس 2011 – 18 أكتوبر 2013)

تشمل جميع المجاميع التالية المدنيين والثوار والقوات الحكومية:
| مصدر                                           | الخسائر              | الفترة الزمنية                |
| ---------------------------------------------- | -------------------- | ----------------------------- |
| المركز السوري لبحوث السياسات                   | 470,000 قتيل         | 15 مارس 2011 – 11 فبراير 2016 |
| مبعوث الأمم المتحدة والجامعة العربية إلى سوريا | 400,000 قتيل         | 15 مارس 2011 – 23 أبريل 2016  |
| مركز توثيق الانتهاكات                          | 162,685 قتيل         | 15 مارس 2011 – 10 ديسمبر 2017 |
| المرصد السوري لحقوق الإنسان                    | 353,593–498,593 قتيل | 15 مارس 2011 – 11 مارس 2018   |

في بداية الحرب، قال صحافي الجزيرة نير روزن إن العديد من الوفيات التي تحدث عنها النشطاء يومياً كانت في الواقع ثوار مسلحين تم تقديمهم كذباً في عداد القتلى من المدنيين، لكنهم أكدوا أن الوفيات الحقيقية للمدنيين تحدث بانتظام. كما دعا عدد من المحللين السياسيين من الشرق الأوسط، بما في ذلك جريدة الأخبار اليومية اللبنانية، إلى توخي الحذر.
وقد تأكد ذلك فيما بعد في أواخر مايو 2012، حيث ذكر رامي عبد الرحمن من المرصد السوري لحقوق الإنسان، وهو أحد المجموعات التابعة للمعارضة التي تحصي عدد القتلى خلال الانتفاضة، إن المدنيين الذين حملوا السلاح أثناء النزاع تم اعتبارهم «مدنيين».
في مايو 2013 ، أفاد المرصد السوري لحقوق الإنسان بأن ما لا يقل عن 41,000 شخص قُتلوا أثناء النزاع كانوا من العلويين. بحلول أبريل 2015، قُتل ثلث العلويين البالغ عددهم 250 ألفا الذين كانوا في سن القتال. في أبريل 2017 ، زعم مصدر مؤيد للمعارضة أن 150 ألف شاب علوي قد ماتوا.
في منتصف 2020  ذكر جيمس جيفري الممثل الخاص للولايات المتحدة في  بموجب قانون قيصر الذي تم تمريره آنذاك ، أنه يمكن معاقبة أي كيان في شكل شركة أو فرد من الإمارات العربية المتحدة لتطبيع الجهود مع النظام السوري 
أفادت التقارير أن حوالي 224،948 مدني راحوا ضحية في سوريا في عهد حكومة بشار الأسد